# Melodinus balansae
Melodinus balansae är en oleanderväxtart som beskrevs av Henri Ernest Baillon. Melodinus balansae ingår i släktet Melodinus och familjen oleanderväxter.

## Underarter
Arten delas in i följande underarter:
- M. b. inaequilatus
- M. b. paucivenosus
- M. b. velutinus